# 杉山清
杉山 清（すぎやま きよし）は、日本の薬学者（薬物動態学）。学位は薬学博士（静岡薬科大学・1979年）。星薬科大学学長補佐を務めている。

## 概要
静岡薬科大学の薬学部を卒業し、同大学の大学院に進んだ。大学院では薬学研究科の博士課程を修了し、1979年に薬学博士の学位を取得した。論文名は「焙焼食品中におけるTetramethylpyrazine生成に関連したアミノカルボニル反応」。
大学院修了後はアメリカ合衆国に渡り、ピッツバーグ大学の理学部にて研究員や助教授を務めた。日本に帰国すると、母校である静岡薬科大学は静岡女子大学や静岡女子短期大学と合併して静岡県立大学となっていたため、同大学の薬学部で助手や講師を務めた。また、その間に、ノースウェスタン大学の医学部にて客員助教授を兼任した。
その後、星薬科大学の薬学部に移り、助教授に就いた。のちに教授に昇任し、実務教育研究部門の部門長、副学長なども務めた。

## 研究
専門分野は病態薬学や薬物動態学である。シトクロムP450に関する研究が知られており、その発現に対する腸内細菌の影響や、肥満型糖尿病における発現の変化などが挙げられる。糖尿病に関しては、ほかにも2型糖尿病において尿量を調節する仕組みの変化についても研究しており、病状の進行にともなうアクアポリンなどチャネルの発現量の増加などについて研究していた。

## 略歴
- 1974年3月 - 静岡薬科大学薬学部卒業。
- 1979年3月 - 静岡薬科大学大学院薬学研究科修了。
- 1979年4月 - ピッツバーグ大学理学部研究員。
- 1980年4月 - ピッツバーグ大学理学部助教授。
- 1987年4月 - 静岡県立大学薬学部助手。
- 1988年10月 - ノースウェスタン大学医学部客員助教授。
- 1996年4月 - 静岡県立大学薬学部講師。
- 1997年4月 - 静岡県立大学薬学部助教授。
- 2001年10月 - 星薬科大学薬学部助教授。
- 2003年4月 - 星薬科大学薬学部教授。
- 2006年4月 - 星薬科大学実務教育研究部門部門長。